# Hugo Sofovich
Hugo Alberto Sofovich (Buenos Aires, 18 de diciembre de 1939 - 12 de enero de 2003) fue un productor, director y libretista argentino.

## Biografía
Era hijo del periodista Manuel Sofovich y hermano menor del productor y guionista Gerardo Sofovich, descendiente de inmigrantes judíos rusos.
En 1955 colaboraba junto a su hermano Gerardo en la revista La verdad en cine. 
En 1963 debutó como guionista, junto a su hermano, elaborando los guiones para Balamicina, un programa de Carlos Balá y en ese mismo año lanzaron su propio programa, Operación Ja-Já, conocido programa que perduró por varios años y que juntó a personalidades como Jorge Porcel o Alberto Olmedo, entre otros. 
A mediados de la década de 1970 se distanció profesionalmente de su hermano mayor, debutando como director de cine en la película La noche del hurto y en 1979 dirigió Experto en pinchazos. Al año siguiente dirigió A los cirujanos se les va la mano.
Durante esa época, Hugo dio lugar a su faceta menos conocida: la de artista plástico. Tuvo una breve pero importante actividad en el circuito del arte de vanguardia, convirtiéndose en un referente del arte povera, versión nacional. Con el tiempo, esa obra quedó en el olvido, siendo rescatada recientemente por el artista Mariano Combi como influencia fundamental en su propia práctica artística.
En 1981 regresó a la televisión con el programa No toca botón. En el verano de 1988 escribió los guiones de la comedia éramos tan pobres, protagonizada por Alberto Olmedo en Mar del Plata.
En 1990 escribió los guiones de Basta para mí y en 1997 rodó su última película, La herencia del tío Pepe. 
En 1998 dirigió su último programa humorístico llamado  Rompeportones.
Falleció el 12 de enero de 2003 a causa de una complicaciones de un cáncer de páncreas que padecía desde 2000.

## Filmografía

### Trabajos como director
- La herencia del tío Pepe (1997)
- El manosanta está cargado (1987)
- El telo y la tele (1985)
- Un terceto peculiar (1982)
- Amante para dos (1981)
- Las mujeres son cosa de guapos (1981)
- Te rompo el rating (1981)
- Departamento compartido (1980)
- A los cirujanos se les va la mano (1980)
- Así no hay cama que aguante (1980)
- El rey de los exhortos (1979)
- Expertos en pinchazos (1979)
- Custodio de señoras (1979)
- Un toque diferente (1977)
- La noche del hurto (1976)

### Como guionista
- La herencia del tío Pepe (1997)
- El manosanta está cargado (1987)
- Un terceto peculiar (1982)
- Amante para dos (1981)
- Las mujeres son cosa de guapos (1981)
- Te rompo el rating (1981)
- Departamento compartido (1980)
- A los cirujanos se les va la mano (1980)
- Así no hay cama que aguante (1980)
- El rey de los exhortos (1979)
- Expertos en pinchazos (1979)
- Custodio de señoras (1979)
- La fiesta de todos (1978)
- Un toque diferente (1977)
- La noche del hurto (1976)
- Los vampiros los prefieren gorditos (1974)
- Los doctores las prefieren desnudas (1973)
- Los caballeros de la cama redonda (1973)

### Como actor
- Departamento compartido (1980)

### Como productor
- Un toque diferente (1977)